# بلوش السعودية
بلُوش السُّعودية (ويُعرَف الفرد منهم بـ البلُوشِي) هم مجتمع عِرْقي في المملكة العربية السعودية، تعود أصولهم إلى منطقة بلوشستان، التي تمتد بين غربي باكستان وشرقي إيران وجنوبي أفغانستان.
أكثر انتشار بلوش السعودية في المنطقة الشرقية. استقرُّوا في منطقتي الدمام والخبر بعد مشاركتهم القوَّات السعودية في نزاع البريمي 1955، حيث نُفوا عقب هزيمة القوات السعودية. وقد هاجر قسم منهم من الساحل المتصالح إلى منطقة الأحساء للعمل في المزارع التي أسِّست حديثًا في أربعينيات وأوائل خمسينيات القرن العشرين، نظرًا لما توفره المنطقة من ظروف معيشية أفضل. وهناك تجمُّعات بلوشية في مناطق جدة ومكة المكرمة والمدينة المنورة، ويحمل كثير منهم الجنسية الباكستانية.
تزوَّج الملك سعود بن عبد العزيز آل سعود بمريم البلوشي، التي عُرفت لاحقًا باسم نائلة البلوشية، وتوفيت في عام 2018. ووُلد له منها الأمير سيف الإسلام بن سعود، الذي وثَّق روايات والدته نائلة البلوشية في كتابه قلب من بنقلان، والأمير مقرن بن سعود. وتزوَّج الأمير عبد المحسن بن عبد الله بن جلوي آل سعود بقماشة بنت مراد البلوشي، وله منها الأمير فهد بن عبدالمحسن. كما تزوج البحريني محمد بن حسن البلوشي من الأميرة منيرة بنت مساعد بن عبدالرحمن ال سعود.

## نزاع البريمي (1836-1955)
بين الرمال والجدار الغربي لجبال الحجر تقع الظاهرة، وهي هضبة مرتفعة يقيم فيها البلوش مع قبائل أخرى. تمتد أراضي البلوش تقريبًا من رملة الكحل شمالًا إلى قرب عبري جنوبًا. وإلى جانب مدن مثل البريمي وضنك، يمتلك البلوش واحات وأراضٍ حيوية للحياة الاجتماعية والاقتصادية في المنطقة، حيث تُعتبر المازم مركزًا قبليًا للسكان البلوش.
استوطن البلوش المقيمون في الجزء الجنوبي الشرقي من الظاهرة منذ قرون، وتبنوا أنماط الحياة العربية الأصيلة لدرجة يصعب معها تمييزهم عن العرب المجاورين. ويؤكد هؤلاء البلوش أنفسهم أنهم من أصل عربي، ويعودون بأصولهم إلى رجال غادروا شبه الجزيرة العربية إلى بلوشستان منذ قرون عديدة. وينظر العديد من سكان الظاهرة العرب إلى هؤلاء البلوش على أنهم عرب، مما يعكس التكامل الثقافي العميق لقبيلة البلوش في هذه المنطقة.
يمتلك البلوش ويسكنون أجزاءً كبيرة من الظاهرة، بما في ذلك ثلثي بلدة العراقي في الوادي الكبير، بالإضافة إلى أربعة بلدات شمال غرب عبري: المازم، والصبيخي، ومشارب، والغبي. وتُعتبر المازم البلدة البلوشية الرئيسية في المنطقة. كان راشد بن سعيد آل إسماعيل، الزعيم الأعلى للبلوش، يقيم تاريخيًا في العراقي حتى فراره بعد سيطرة قوات مسقط بقيادة بريطانية. ويشغل ابنه سعيد منصب نائب رئيس جميع مستوطنات البلوش في الظاهرة، مما يؤكد القيادة المنظمة للبلوش ووجودهم الإقليمي.
على الرغم من أن قرية حماسة تُدار بشكل رئيسي من قِبل آلبو شامس من النعيم، إلا أن مجموعة بارزة من البلوش يعيشون في حماسة بين تجار نجد والفرس السنة، مما يُبرز انتشار القبيلة خارج مستوطناتهم الرئيسية ومشاركتهم النشطة في التجارة والشؤون المحلية داخل واحة البريمي.
خلال الصراعات الداخلية في مسقط عام 1836، تحالف البلوش مع قبائل أخرى بقيادة الأمير السعودي سعد بن مطلق من البريمي لدعم سعيد بن سلطان. سار آلاف من رجال القبائل السعودية، بمن فيهم البلوش، إلى صحار في استعراض للقوة كان مُرعبًا لدرجة أن سعيد تخلى عن خططه الهجومية. تُبرز هذه الحادثة الدور العسكري للبلوش وتحالفهم مع المصالح السعودية خلال الصراعات المحورية في المنطقة.
في عام 1844، عندما عيّن الإمام فيصل سعد بن مطلق المطيري أميرًا على البريمي، كان البلوش المقيمون في جنوب الظاهرة من بين القبائل التي جددت ولاءها للحكومة السعودية. ويُحفظ ولاء البلوش في وثيقة نادرة مؤرخة عام 1845، مختومة من قِبَل سعد بن مطلق، محفوظة بعناية لدى مشيخة البلوش، مؤكدةً اندماجهم الرسمي في الإطار الإداري السعودي.
امتدت السلطة السعودية في الظاهرة إلى الأراضي البلوشية، كما يتضح من الوثائق التي أصدرها عبد الله بن فيصل، والتي منحت امتيازات ضريبية وأسندت جمع الزكاة إلى قادة بلوش مثل عبد الله بن راشد بن إسماعيل. شغل هذا الجابيّ البلوشيّ منصبًا رسميًا في الإدارة السعودية في البريمي، مما يُظهر المسؤوليات الإدارية للقبيلة واندماجها في هيكل الحكم.
عندما غادر عبد الله بن فيصل البريمي، عهد بالإدارة إلى الأمير أحمد بن محمد السديري، الذي امتدت سلطته لتشمل البلوش وقبائل أخرى. تُظهر السجلات الرسمية أن عبد الله بن راشد، وهو بلوشي، عُيّن جامعًا للضرائب في المناطق، بما في ذلك تلك التي يسكنها البلوش وبني هنة، مؤكدًا دورهم المعترف به في الحكم المحلي والإدارة المالية في ظل الحكم السعودي.
مع عودة السيطرة السعودية في أوائل القرن العشرين، ساهم البلوش، إلى جانب قبائل أخرى في المناطق المتنازع عليها، بانتظام في دفع الضرائب في عهد حاكم عبد الله بن جلوي والمسؤولين اللاحقين. تؤكد تصريحات مسؤولين مختلفين أن البلوش كانوا دائمًا ضمن النظام الضريبي والإداري السعودي، مما يؤكد اندماجهم السياسي الراسخ.
في أوائل الخمسينيات من القرن الماضي، ومع تزايد المصالح البريطانية في البريمي، أعرب زعماء البلوش عن معارضتهم الشديدة للتدخل الأجنبي. أرسل الشيخ راشد بن حمد بن شامس من البريمي، والشيخ راشد بن سعيد بن علي، الزعيم البلوشي الأكبر في عُمان، تحذيرات إلى الملك السعودي، يدينان فيها مساعي بريطانيا ومسقط للتأثير على أراضيهم. تُظهر هذه الرسائل التزام البلوش بالسيادة السعودية ومقاومتهم للضغوط الاستعمارية.
أكد البلوش، إلى جانب قبائل النعيم وبني كعب وبني قتب، رسميًا ولائهم للمملكة العربية السعودية خلال هذه الفترة المضطربة، مُعربين مرارًا وتكرارًا عن ولائهم رغم المضايقات العسكرية والسياسية البريطانية. تُبرز هذه الوحدة والصمود الدور المحوري للبلوش في المشهد الاجتماعي والسياسي لمنطقة البريمي خلال النزاع الإقليمي.

### الملحقات
في بيان علي أبا الروس، بتاريخ 6 ديسمبر/كانون الأول 1954، ذُكر البلوش ضمن القبائل في منطقة البريمي التي قدمت هدايا، بما في ذلك إبل الركوب، إلى سعيد الفيصل خلال حملة استمرت ستة أشهر شنتها القوات الموالية للأمير عبد الله بن جلوي آل سعود. إلى جانب قبائل أخرى مثل النعيم (البو شامس، والخواطر)، وبني كعب، وبني قتب، والغفلة، أُدرج البلوش ضمن السكان البدو المحليين الذين ساهموا في الجهود التي قادتها السعودية. ويشير إدراجهم إلى اندماجهم في المشهد القبلي والسياسي لجنوب شرق شبه الجزيرة العربية خلال منتصف القرن العشرين، ومشاركتهم في تحالفات والتزامات إقليمية، مثل جمع الزكاة وتقديم الهدايا، تحت السلطة السعودية.

## شخصيات بارزة
- أحمد عبد الإله البلوشي - لاعب كرة قدم سعودي.

- ريم عادل البلوشي - لاعبة كرة قدم سعودية.[27]

- ريان درويش البلوشي - لاعب كرة قدم سعودي.[28]

- هزاع عبدالله البلوشي - قارئ قرآن كريم عماني، أقام في مكة المكرمة والمدينة المنورة منذ عام 2012 لإتقان التلاوة، وحصل على تقدير ممتاز.[29]

- الأمير سيف الإسلام بن سعود بن عبد العزيز آل سعود - من والدة بلوشية وهي مريم (نائلة).[12]

- الأمير مقرن بن سعود بن عبد العزيز آل سعود - من والدة بلوشية وهي مريم (نائلة).[12]

### مشايخ
- الشيخ سالم بن مطر البلوشي - أحد الشخصيات البارزة في المدينة المنورة، ويُعد من أركان الجامعة الإسلامية فيها. تولى عدة مناصب في هيئة الأمر بالمعروف والنهي عن المنكر، حيث عمل في منطقة الجنوب قبل أن يُعيّن رئيسًا للهيئة في مدينة الطائف. عُرف الشيخ سالم بجهوده المشهودة في العمل الخيري وخدمة المجتمع.[30]

- الشيخ محمود بن محمد البلوشي - ذكر العلامة السعودي الشيخ إسماعيل بن سعد العتيق أن الشيخ محمود كان ذا مكانة مرموقة لدى الأمير عبدالمحسن بن جلوي آل سعود، حيث كان الشيخ محمود البلوشي أحد مشايخ واحة البريمي وشيخ البلوش في تلك المنطقة. كما استقر الشيخ إسماعيل بن سعد العتيق في منزل الشيخ محمود البلوشي، الذي أكرمه بحسن الضيافة.[31]

- الشيخ راشد بن سعيد البلوشي -  أحد أبرز دعاة مذهب السلف الصالح في جنوب شرق شبه الجزيرة العربية خلال القرن العشرين.[32] يُنسب إليه دور بارز في تعزيز التحالف بين قبيلة البلوش وآل سعود في مراحل تأسيس الدولة السعودية.[33] تشير الروايات إلى أن الشيخ راشد طلب رفع العلم السعودي في خمسينيات القرن العشرين، كما يُذكر أنه التقى بالإمام عبدالعزيز بن سعود، مؤسس الدولة السعودية الثالثة.[34] ووفقًا للمؤرخ البريطاني جون كيلي، فقد ساهم البلوش بقيادة الشيخ راشد بن سعيد البلوشي في الحملات الدينية التي أطلقتها الدولة السعودية لنشر العقيدة السلفية، والتي وصفها كيلي بأنها “حملة تخريبية” نظرًا لتعارضها مع المصالح الاستعمارية والتبشيرية البريطانية في المنطقة.[35] وتنقل الروايات أن البلوش في منطقة المازم شاركوا في مقاومة القصف الجوي البريطاني خلال تلك الفترة.[36] كما يُذكر أن الشيخ راشد بن سعيد البلوشي أقام لفترة في المنطقة الشرقية من المملكة العربية السعودية برفقة عدد كبير من أفراد قبيلته، قبل أن يعود إلى موطنه في عهد السلطان قابوس بن سعيد، سلطان عمان.[37]

### آخرون
- علي بن محمد البلوشي - أول رئيس لنادي القادسية بمدينة الخبر، وأحد كبار موظفي شركة أرامكو السعودية.[38]

- عبدالإله بن أحمد البلوشي - أحد الكفاءات الإعلامية السعودية، حاصل على درجة الماجستير في تخصص الإعلام – مسار العلاقات العامة من جامعة أم القرى، وذلك بتقدير ممتاز.[39][40]

- زينب البلوشي - صانعة محتوى سعودية، وُلدت لأب سعودي وأم كورية جنوبية.[41]

- حسين بن علي البلوشي - إعلامي سعودي وعضو في اللجنة الفنية لسباق الشرقية الدولي للجري، يُعد من الكفاءات الوطنية البارزة في مجال الإعلام الرياضي والتنظيمي، ويمتلك خبرة تمتد لأكثر من 18 عامًا في تغطية وتنظيم سباقات الجري، خاصةً “سباق الشرقية الدولي” الذي يُقام سنويًا على كورنيش الخبر.[42]

- بدور البلوشي - طبيبة سعودية متخصصة في طب العيون وجراحة الشبكية، عملت استشارية في مستشفى المواساة بمدينة الدمام، المملكة العربية السعودية.[43]

- إبراهيم البلوشي - إداري سعودي يشغل منصب رئيس لجنة المراجعة في شركة عناية السعودية للتأمين التعاوني.[44]

- سلطان البلوشي - كاتب سعودي.[45]